# Lord Huron
Lord Huron é uma banda americana de indie folk formada em Los Angeles, Califórnia. O álbum de estreia do grupo, Lonesome Dreams, foi lançado em 2012 no Iamsound nos Estados Unidos e no Play It Again Sam no Reino Unido. O nome da banda foi inspirado no Lago Huron, o lago que o fundador da banda, Ben Schneider, visitava, onde passava noites tocando música ao redor da fogueira.  O terceiro álbum da banda, Vide Noir, foi lançado em 20 de abril de 2018.

## História

### Formação (2010-2011)
O membro-fundador, Ben Schneider começou a escrever música em sua cidade natal Okemos, Michigan. Schneider passou a estudar artes visuais na Universidade de Michigan e terminou sua graduação na França, antes de se mudar para Nova York, onde trabalhou para um artista.  Em 2005, Schneider mudou-se para Los Angeles. Em 2010, Schneider formou a Lord Huron como um projeto solo, gravando seus primeiros EPs inteiramente por conta própria e constantemente adicionando membros para ajudar a tocar em shows ao vivo, a maioria dos quais ele conhecia desde a infância.

### Lonesome Dreams(2012–2013)
Seu primeiro álbum completo, Lonesome Dreams, foi lançado em 9 de outubro de 2012.  Ele alcançou a posição Nº 3 no Heatseekers Albums' Billboard, vendendo 3.000 cópias em sua primeira semana. O álbum vendeu 87.000 cópias nos Estados Unidos em abril de 2015.
Com o lançamento de Lonesome Dreams , a banda também lançou lentamente uma série de vídeos musicais, todos filmados no estilo dos anos 70, que Schneider diz ser o ponto focal e a narrativa do álbum. “Nós tivemos essa divertida ideia de que Lonesome Dreams era uma espécie de série de contos de aventuras antigas.  É uma espécie de coleção de ficção e nós queríamos que os vídeos refletissem isso e tivessem o mesmo estilo e sensação ”, disse Schneider em uma entrevista.  Eles também decidiram lançar uma versão teatral dos vídeos.

### Strange Trails(2014–2017)
A banda lançou seu segundo álbum, Strange Trails, em 6 de abril de 2015, no Reino Unido e em 7 de abril de 2015, nos Estados Unidos. O álbum estreou na Billboard 200, nº 23, e Folk Albums, nº 1, e nº 10, na lista de álbuns vendidos, com 18.000 cópias vendidas.  A música "The Night We Met" foi certificada pela RIAA em 26 de junho de 2017 e com platina certificada em 15 de fevereiro de 2018.
Em janeiro de 2018, vários vídeos curtos divulgados nas contas oficiais do Facebook, Instagram e Twitter de Lord Huron, com clipes curtos de áudio, levaram à especulação de um lançamento do próximo álbum.  O álbum foi oficialmente anunciado como o terceiro álbum da banda, Vide Noir, e foi lançado em 20 de abril de 2018.
Em 26 de janeiro de 2018, Lord Huron lançou seu primeiro single do álbum, uma canção de duas partes chamada "Ancient Names". Em 16 de fevereiro de 2018, Lord Huron lançou o próximo single, "Wait by the River".  Em 7 de março de 2018 eles fizeram uma aparição no Jimmy Kimmel Live!, apresentando  "Wait by the River".
Lord Huron realizou uma prévia prolongada de Vide Noir em 8 de março de 2018, no Teragram Ballroom em Los Angeles.  Eles debutaram cinco canções do novo álbum: "Ancient Names (Parte I)", "Ancient Names (Parte II)", "Wait by the River", "Never Ever" e "Vide Noir".  Em 27 de março de 2018, eles fizeram outra pré-estréia no Le Poisson Rouge, em Nova York.  Eles tocaram as mesmas cinco músicas novas do Teragram Ballroom e mais duas músicas do álbum ainda a ser lançado, "When the Night Is Over" e "Back From The Edge".
No dia do lançamento do álbum, 20 de abril de 2018, Lord Huron fez um show de lançamento oficial em Grand Rapids, Michigan, estado natal de Schneider.
Em 11 de julho de 2018, Lord Huron gravou dois Spotify Singles 'When the Night is Over' e 'Harvest Moon' de Neil Young no Spotify Studios

## Membros
Atual
- Ben Schneider - guitarra, vocais, gaita
- Mark Barry - bateria, percussão, vocais
- Miguel Briseño - baixo, teclado, percussão, theremin
- Tom Renaud - guitarra, vocais

Touring
- Brandon Walters - guitarra, vocais
- Misty Boyce - chaves, vocais

Ex-membros
- Peter Mowry - guitarra
- Andrés Echeverri - percussão, letrista
- Brett Farkas - guitarra, vocais
- Karl Kerfoot - guitarra, vocais
- Anne Williamson - teclado, vocais

## Cultura popular
A música "Ends of the Earth" apareceu várias vezes na tela. Toca durante os créditos finais do 12 º episódio da terceira temporada da série de televisão Shameless e no 6 º episódio da segunda temporada de Man Seeking Woman .  ''Ends of the Earth" também aparece nos filmes Endless Love e Walking With Dinosaurs (2013) , bem como no final da série de tv Community. Também é usado no final da série da Netflix Longmire, no documentário Netflix Longmire, e em um comercial de tv da empresa de jóias Zales e da empresa de artigos esportivos Eddie Bauer.Esta música também é tocada durante os créditos finais do filme de 2015, Road Hard.  O cantor country Kenny Chesney cobriu essa música em seu álbum de 2018, "Songs for the Saints".
A música "The Night We Met" é usada no 5º episódio da quarta temporada de The Affair on Showtime, no 22º episódio da segunda temporada de The Originals, da The CW, no 18º episódio da primeira temporada de The Flash, no 4º episódio da segunda temporada de The Night Shift da NBC, e no 5º episódio da primeira temporada de 13 Reasons Why, e novamente no 13º episódio da segunda temporada.
No filme de 2015, Freeheld , a música "Louisa" é usada na cena de dança country onde os personagens de Julianne Moore e Elliot Page estão dançando juntos.
A música "Fool for Love" é usada nos créditos finais do episódio "Wedding Day" de Girls, da HBO e "Bonnie" de Lovesick, e também foi destaque no episódio da temporada 7 " Hyperion Heights " de Once Upon a Time .
Sua canção "The Yawning Grave" aparece no 11º episódio da sétima temporada de The Vampire Diaries.
A música "When the Night is Over" aparece no 15º episódio da terceira temporada de Chicago Med e também no " TCM Remembers 2018".
A música "Love Like Ghosts" aparece no nono episódio da nona temporada de Shameless.
A música "Time to Run" aparece no 12º episódio da nona temporada de Grey's Anatomy.

## Discografia
| Título                                                                     | Álbum                                                                                        | Posições do gráfico | Posições do gráfico | Posições do gráfico | Posições do gráfico | Posições do gráfico | Posições do gráfico | Posições do gráfico | Vendas      |
| Título                                                                     | Álbum                                                                                        | EUA                 | US Heat             | US Folk             | EUA Rock            | BEL                 | IRL                 | Reino Unido         | Vendas      |
| -------------------------------------------------------------------------- | -------------------------------------------------------------------------------------------- | ------------------- | ------------------- | ------------------- | ------------------- | ------------------- | ------------------- | ------------------- | ----------- |
| Lonesome Dreams                                                            | - Lançado: 9 de outubro de 2012 - Gravadora: Iamsound - Formato: download digital, CD, vinil | 179                 | 3                   | -                   | -                   | 64                  | 97                  | -                   | EUA: 87.000 |
| Trilhas estranhas                                                          | - Lançado: 7 de abril de 2015 - Gravadora: Iamsound - Formato: download digital, CD, vinil   | 23                  | -                   | 1                   | 2                   | 108                 | 70                  | 95                  |             |
| Vide Noir                                                                  | - Data de lançamento: 20 de abril de 2018 - Gravadora: Republic - Formato:                   | 9                   | -                   | 1                   | 2                   | 134                 | -                   | -                   | EUA: 28.000 |
| "-" denota uma gravação que não foi traçada ou não foi lançada nesse país. |                                                                                              |                     |                     |                     |                     |                     |                     |                     |             |

### Extended Plays
- Into the Sun EP (auto-lançado, 2010)
- Powerful EP (Música Linian, 2010)
- Time to Run  EP (Iamsound , 2012)

### Singles
| Canção                                                                                  | Ano  | Posições do gráfico de pico | Posições do gráfico de pico | Posições do gráfico de pico | Posições do gráfico de pico | Posições do gráfico de pico | Posições do gráfico de pico | Posições do gráfico de pico | Posições do gráfico de pico | Posições do gráfico de pico | Posições do gráfico de pico | Posições do gráfico de pico | Álbum          |
| Canção                                                                                  | Ano  | EUA                         | EUA AAA                     | EUA Rock                    | EUA Alt.                    | AUS                         | BEL                         | CAN                         | FRA                         | IRL                         | SUI                         | Reino Unido                 | Álbum          |
| --------------------------------------------------------------------------------------- | ---- | --------------------------- | --------------------------- | --------------------------- | --------------------------- | --------------------------- | --------------------------- | --------------------------- | --------------------------- | --------------------------- | --------------------------- | --------------------------- | -------------- |
| "The World Ender"                                                                       | 2015 | -                           | 28                          | -                           | -                           | -                           | -                           | -                           | -                           | -                           | -                           | -                           | Strange Trails |
| "Crazy for Love"                                                                        | 2015 | -                           | 3                           | 40                          | -                           | -                           | 131                         | -                           | -                           | -                           | -                           | -                           | Strange Trails |
| "The Night We Met"                                                                      | 2017 | 84                          | 7                           | 5                           | 23                          | 78                          | 44                          | 58                          | 115                         | 28                          | 74                          | 77                          | Strange Trails |
| "Nomes Antigos (Parte I)"                                                               | 2018 | -                           | -                           | 45                          | -                           | -                           | -                           | -                           | -                           | -                           | -                           | -                           | Vide Noir      |
| "Wait by the River"                                                                     | 2018 | -                           | 14                          | 47                          | -                           | -                           | -                           | -                           | -                           | -                           | -                           | -                           | Vide Noir      |
| "Never Ever"                                                                            | 2018 | -                           | 26                          | -                           | -                           | -                           | -                           | -                           | -                           | -                           | -                           | -                           | Vide Noir      |
| "The Night We Met (feat. Phoebe Bridgers )                                              | 2018 | -                           | -                           | 25                          | -                           | -                           | -                           | -                           | 160                         | -                           | -                           | -                           | 13 Reasons Why |
| "-" denota lançamentos que não estiveram nos gráficos ou não foram lançados nesse país. |      |                             |                             |                             |                             |                             |                             |                             |                             |                             |                             |                             |                |